# Nati il 31 dicembre
| Questa pagina contiene informazioni ricavate automaticamente dalle voci biografiche con l'ausilio del template Bio e di un bot. L'aggiornamento è periodico e automatico e ricostruisce completamente la pagina. Se manca una persona in questa lista, sei pregato di non aggiungerla, ma accertati piuttosto che la sua voce biografica contenga il template Bio e che i dati anagrafici siano correttamente compilati. Se il template Bio manca, inseriscilo tu stesso o, in alternativa, metti l'avviso {{tmp\|Bio}} che ne segnala la mancanza. Se i dati riportati sono sbagliati, correggi direttamente la voce biografica; le modifiche saranno visibili in questa lista entro pochi giorni. Per chiarimenti vedi il progetto biografie. La lista contiene solo le 1.082 persone che sono citate nell'enciclopedia e per le quali è stato implementato correttamente il template Bio. Pagina aggiornata al 17 ago 2025. |

## VII secolo(1)
- 695 - Muhammad ibn al-Qasim, generale arabo († 715)

## XI secolo(1)
- 1096 - Al-Amir bi-ahkam Allah, imam arabo († 1130)

## XIV secolo(1)
- 1378 - Papa Callisto III, papa, vescovo cattolico e cardinale spagnolo († 1458)

## XV secolo(2)
- 1491 - Jacques Cartier, esploratore francese († 1557)
- 1493 - Eleonora Gonzaga della Rovere, duchessa italiana († 1550)

## XVI secolo(12)
- 1504 - Beatrice d'Aviz, nobile († 1538)
- 1514 - Andrea Vesalio, anatomista e medico fiammingo († 1564)
- 1540 - Silvio Antoniano, cardinale, pedagogista e saggista italiano († 1603)
- 1550 - Enrico di Guisa, condottiero francese († 1588)
- 1550 - Vincenzo Littara, poeta, storico e predicatore italiano († 1602)
- 1552 - Simon Forman, astrologo inglese († 1611)
- 1564 - Ernesto II di Brunswick-Lüneburg, duca († 1611)
- 1569 - Anna de' Medici, nobile italiana († 1584)
- 1572 - Go-Yōzei, imperatore giapponese († 1617)
- 1585 - Gonzalo Fernández de Córdoba, generale e duca spagnolo († 1635)
- 1586 - Maddalena Sibilla di Hohenzollern, nobildonna († 1659)
- 1592 - Ottaviano Raggi, cardinale e vescovo cattolico italiano († 1643)

## XVII secolo(13)
- 1601 - Andrea Peschiulli, poeta italiano († 1691)
- 1604 - Lorenzo Renier, ammiraglio italiano († 1661)
- 1614 - Caterina di Bar, religiosa francese († 1698)
- 1619 - Silvestro Mauro, gesuita, teologo e filosofo italiano († 1687)
- 1630 - Willem Doudijns, pittore, incisore e disegnatore olandese († 1697)
- 1641 - Pietro Giovanni Della Torre, avvocato italiano († 1701)
- 1655 - Miklós Antal Esterházy, vescovo cattolico ungherese († 1695)
- 1658 - Juan de Cabrera, religioso, scrittore e teologo spagnolo († 1730)
- 1659 - Giovanni Francesco Bembo, vescovo cattolico italiano († 1720)
- 1668 - Herman Boerhaave, medico, chimico e botanico olandese († 1738)
- 1679 - Hermann Carl von Ogilvy, generale e politico boemo († 1751)
- 1680 - Camillo Olivieri, vescovo cattolico italiano († 1758)
- 1696 - Martyn Petrovič Španberg, navigatore e esploratore russo († 1761)

## XVIII secolo(38)
- 1702 - Carlo II Federico di Montmorency-Luxembourg, nobile e generale francese († 1764)
- 1703 - Maria Eleonora del Liechtenstein, principessa austriaca († 1757)
- 1706 - Maria Crocifissa Satellico, religiosa italiana († 1745)
- 1706 - Alfonso Niccolai, gesuita e teologo italiano († 1784)
- 1712 - Carlo di Nassau-Usingen, nobile tedesco († 1775)
- 1718 - Nicolas-Sylvestre Bergier, presbitero, teologo e scrittore francese († 1790)
- 1720 - Carlo Edoardo Stuart, nobile († 1788)
- 1722 - Sofia Carlotta di Schleswig-Holstein-Sonderburg-Beck, principessa tedesca († 1763)
- 1731 - Emmanuel-François de Bausset-Roquefort, vescovo cattolico francese († 1802)
- 1734 - Claude Joseph Dorat, scrittore, poeta e drammaturgo francese († 1780)
- 1738 - Charles Cornwallis, I marchese Cornwallis, generale, nobile e politico britannico († 1805)
- 1738 - Jean Hermann, medico e naturalista francese († 1800)
- 1741 - Isabella di Borbone-Parma, nobile spagnola († 1763)
- 1744 - Edward Hand, generale, medico e politico irlandese († 1802)
- 1747 - Gottfried August Bürger, scrittore tedesco († 1794)
- 1751 - Marciano Di Leo, scrittore, poeta e oratore italiano († 1819)
- 1751 - Giovanni Battista Lampi, pittore italiano († 1830)
- 1755 - Thomas Grenville, militare britannico († 1846)
- 1755 - Antonio Pasquale di Borbone-Spagna, nobile spagnolo († 1817)
- 1757 - Pierre-Ferdinand de Bausset-Roquefort, arcivescovo cattolico francese († 1829)
- 1759 - Domenico Benedetto Balsamo, arcivescovo cattolico italiano († 1844)
- 1763 - Pierre Charles Silvestre de Villeneuve, ammiraglio francese († 1806)
- 1766 - Luigi Vincenzo Cassitto, teologo italiano († 1822)
- 1769 - Michel Silvestre Brayer, generale francese († 1840)
- 1769 - Silvestre Pinheiro Ferreira, filosofo e politico portoghese († 1846)
- 1772 - Armand-Louis-Amélie Millet de Villeneuve, militare francese († 1840)
- 1776 - Johann Gaspar Spurzheim, medico tedesco († 1832)
- 1780 - Donald Mackay, ammiraglio britannico († 1850)
- 1780 - Aleksandr Petrovič Obolenskij, politico russo († 1855)
- 1789 - Francesco Tubi, politico italiano († 1849)
- 1790 - Antonie Adamberger, attrice teatrale austriaca († 1867)
- 1792 - Joseph-Silvestre Brun, scultore francese († 1880)
- 1793 - Gaspare Benso, magistrato, avvocato e politico italiano († 1855)
- 1794 - Antonio Piola, economista italiano († 1868)
- 1794 - Pierre Adolphe Piorry, medico francese († 1879)
- 1795 - Aleksandr Grigor'evič Stroganov, generale e politico russo († 1891)
- 1797 - Pier Silvestro Leopardi, patriota e politico italiano († 1870)
- 1800 - Francesco Maria De Benedictis, pittore italiano († 1872)

## XIX secolo(168)
- 1801 - John Scott Porter, biblista e teologo irlandese († 1880)
- 1803 - José María Heredia, poeta cubano († 1839)
- 1805 - Marie d'Agoult, scrittrice francese († 1876)
- 1805 - Jeanne Deroin, giornalista e attivista francese († 1894)
- 1807 - Alessandro Bazzani, abate e drammaturgo italiano († 1889)
- 1808 - Luigi De Sanctis, teologo italiano († 1869)
- 1808 - Paolo Emilio Imbriani, giurista, politico e poeta italiano († 1877)
- 1809 - Clément Thomas, generale francese († 1871)
- 1813 - Henry Bence Jones, medico e chimico inglese († 1873)
- 1813 - Edward Thomas, antiquario e numismatico inglese († 1886)
- 1813 - Giuseppe Vayra, militare italiano († 1882)
- 1815 - George G. Meade, generale statunitense († 1872)
- 1816 - William Gull, medico britannico († 1890)
- 1817 - Eugène Sevaistre, fotografo francese († 1897)
- 1818 - Giovanni Cantoni, patriota, fisico e politico italiano († 1897)
- 1820 - Nikolaj Jakovlevič Afanas'ev, violinista e compositore russo († 1898)
- 1820 - Helene Demuth, tedesca († 1890)
- 1820 - Felix von Niemeyer, medico tedesco († 1871)
- 1824 - Bernard Altum, religioso e zoologo tedesco († 1900)
- 1824 - Alexander Winchell, geologo e paleontologo statunitense († 1891)
- 1825 - James Hobrecht, architetto e urbanista tedesco († 1902)
- 1826 - Stepanos Bedros X Azarian († 1899)
- 1827 - Filippo Bacile di Castiglione, imprenditore, politico e storico italiano († 1911)
- 1827 - Marie Caroline Miolan-Carvalho, soprano francese († 1895)
- 1828 - Fitz-James O'Brien, scrittore irlandese († 1862)
- 1829 - Isacco Artom, diplomatico e politico italiano († 1900)
- 1830 - Isma'il Pascià, politico egiziano († 1895)
- 1832 - Junqueira Freire, poeta brasiliano († 1855)
- 1832 - Georg Friedrich Wilhelm Rümker, astronomo tedesco († 1900)
- 1833 - Salvador Jovellanos, politico paraguaiano († 1881)
- 1834 - Stefano Gerbino di Cannitello, vescovo cattolico italiano († 1906)
- 1834 - Kapiolani delle Hawaii, regina († 1899)
- 1834 - Emilio Treves, imprenditore, editore e giornalista italiano († 1916)
- 1835 - Fidel Fita, religioso, archeologo e filologo spagnolo († 1918)
- 1837 - Giuseppe Carnazza Amari, giurista e politico italiano († 1911)
- 1838 - Jules Dalou, scultore francese († 1902)
- 1838 - Luigi Galizzi, pittore italiano († 1902)
- 1838 - Rudolf von Uechtritz, botanico tedesco († 1886)
- 1839 - Dimitrie Ghica-Comănești, politico e esploratore rumeno († 1923)
- 1840 - Giuseppe Palumbo, politico e ammiraglio italiano († 1913)
- 1842 - Giovanni Boldini, pittore italiano († 1931)
- 1843 - Giovanni Benadduci, politico e storico italiano († 1907)
- 1847 - Wilson Shannon Bissell, politico statunitense († 1903)
- 1847 - Vittorio Calcina, regista e fotografo italiano († 1916)
- 1848 - Aureliano Blanquet, generale e politico messicano († 1918)
- 1848 - Amos Burn, scacchista inglese († 1925)
- 1849 - Ludovico Fulci, politico italiano († 1934)
- 1849 - Enrico Junck, pittore francese († 1878)
- 1851 - Emil Ábrányi, poeta, giornalista e critico letterario ungherese († 1920)
- 1851 - Ernst Betche, botanico tedesco († 1913)
- 1851 - Charles Chubb, ornitologo britannico († 1924)
- 1851 - Filippo Silvestro Giulianotti, scultore italiano († 1903)
- 1853 - Tasker H. Bliss, generale statunitense († 1930)
- 1853 - Teréza Nováková, scrittrice, editrice e etnografa ceca († 1912)
- 1854 - Domenico Piccoli, ingegnere, politico e imprenditore italiano († 1921)
- 1855 - Friedrich Johann Karl Becke, mineralogista austriaco († 1931)
- 1855 - Giovanni Pascoli, poeta e critico letterario italiano († 1912)
- 1856 - Wojciech Kossak, pittore polacco († 1942)
- 1856 - Raffaele Mainella, pittore, decoratore e architetto italiano († 1941)
- 1857 - King Kelly, giocatore di baseball e allenatore di baseball statunitense († 1894)
- 1858 - Vincas Kudirka, poeta lituano († 1899)
- 1858 - Sylvester Zefferino Poli, artigiano, impresario teatrale e imprenditore italiano († 1937)
- 1858 - Alessandro Stoppato, avvocato e politico italiano († 1931)
- 1858 - Stanisław Suryn, generale russo († 1928)
- 1859 - Ernst Münch, organista e direttore di coro francese († 1928)
- 1860 - Louis Blanc, architetto svizzero († 1903)
- 1860 - Vincenzo De Cristo, storico e archeologo italiano († 1928)
- 1860 - Ferdinando Lucchesi-Palli, dirigente sportivo e diplomatico italiano († 1922)
- 1860 - John Taliaferro Thompson, militare statunitense († 1940)
- 1860 - Silvestras Žukauskas, generale lituano († 1937)
- 1861 - Augusto Abegg, imprenditore, dirigente d'azienda e filantropo svizzero († 1924)
- 1861 - René-Xavier Prinet, pittore francese († 1946)
- 1863 - Alfredo Panzini, scrittore, critico letterario e lessicografo italiano († 1939)
- 1864 - Robert Grant Aitken, astronomo statunitense († 1951)
- 1864 - William Bridgeman, I visconte Bridgeman, politico, giudice e nobile britannico († 1935)
- 1864 - Alessandro Longo, compositore, pianista e musicologo italiano († 1945)
- 1864 - Luigi Poletti, matematico e poeta italiano († 1967)
- 1864 - George Willis Ritchey, astronomo statunitense († 1945)
- 1864 - Tsuda Umeko, educatrice giapponese († 1929)
- 1865 - Raphaël Albert Lambert, attore francese († 1941)
- 1866 - Riccardo Arnò, ingegnere italiano († 1928)
- 1868 - Charles Wallace Richmond, ornitologo statunitense († 1932)
- 1868 - Léonce de Grandmaison, teologo e presbitero francese († 1927)
- 1869 - Joel Fridlizius, scacchista e compositore di scacchi svedese († 1963)
- 1869 - Joseph Heath, calciatore inglese
- 1869 - Henri Matisse, pittore, incisore e illustratore francese († 1954)
- 1870 - Tom Connolly, arbitro di baseball inglese († 1961)
- 1870 - Martin A. Couney, fisico statunitense († 1950)
- 1872 - Fred Marriott, pilota automobilistico statunitense († 1956)
- 1873 - Jules Deleval, ginnasta francese († 1945)
- 1873 - Carl Otto von Eicken, medico tedesco († 1960)
- 1874 - Émile Beaussier, pittore francese († 1943)
- 1874 - Lucas Bridges, esploratore e scrittore inglese († 1949)
- 1874 - Francesco Pastonchi, poeta e critico letterario italiano († 1953)
- 1876 - Suzanne Hecht Pontremoli, collezionista d'arte francese († 1956)
- 1876 - Alessandro Poss, imprenditore e politico italiano († 1957)
- 1877 - Lawrence Beesley, scrittore e giornalista britannico († 1967)
- 1877 - Hnat Chotkevyč, scrittore, etnografo e compositore ucraino († 1938)
- 1877 - Viktor Dyk, politico e poeta ceco († 1931)
- 1877 - Giovanni Ghedini, medico italiano († 1959)
- 1878 - Elizabeth Arden, imprenditrice canadese († 1966)
- 1878 - Horacio Quiroga, scrittore uruguaiano († 1937)
- 1879 - Albert Werkmüller, velocista tedesco († 1914)
- 1880 - Zenón Díaz, calciatore argentino († 1948)
- 1880 - George Marshall, generale e politico statunitense († 1959)
- 1881 - Max Pechstein, pittore e incisore tedesco († 1955)
- 1882 - Leonardo Severi, funzionario e politico italiano († 1958)
- 1883 - Georges-Ambroise Davy, sociologo francese († 1976)
- 1883 - Lester Patrick, hockeista su ghiaccio e allenatore di hockey su ghiaccio canadese († 1960)
- 1883 - Gino Zani, ingegnere sammarinese († 1964)
- 1884 - Charles Renaux, calciatore francese († 1971)
- 1884 - Charles Stevens, lottatore statunitense († 1942)
- 1884 - Pietro Tagliapietra, arcivescovo cattolico italiano († 1948)
- 1884 - Adolf Lukas Vischer, medico svizzero († 1974)
- 1884 - Maria Bianca Viviani della Robbia, scrittrice, imprenditrice e filantropa italiana († 1971)
- 1885 - Vittoria Adelaide di Schleswig-Holstein-Sonderburg-Glücksburg, principessa († 1970)
- 1885 - Franz von Hoesslin, direttore d'orchestra tedesco († 1946)
- 1886 - Cesarino Crescente, avvocato e politico italiano († 1983)
- 1886 - Eugene Gaudio, direttore della fotografia italiano († 1920)
- 1887 - Gaston Modot, attore francese († 1970)
- 1888 - Jack Barty, attore britannico († 1942)
- 1888 - Gian Maria Cadoni, calciatore italiano
- 1888 - Luigi Pedrollo, presbitero italiano († 1986)
- 1888 - Manuel Sanz Domínguez, religioso spagnolo († 1936)
- 1889 - John H. Collins, regista e sceneggiatore statunitense († 1918)
- 1889 - Marcel Pilet-Golaz, politico svizzero († 1958)
- 1889 - José Miguel de Barandiarán Ayerbe, antropologo, etnologo e presbitero spagnolo († 1991)
- 1890 - Gustavo Cacini, attore teatrale e comico italiano († 1969)
- 1890 - Fausto Valsecchi, poeta e traduttore italiano († 1914)
- 1891 - Armando Angelini, politico e avvocato italiano († 1968)
- 1891 - Pál Simon, velocista ungherese († 1956)
- 1892 - Stanley Price, attore statunitense († 1955)
- 1892 - Jason Robards Sr., attore statunitense († 1963)
- 1892 - Mychajlo Semenko, poeta ucraino († 1937)
- 1893 - Federico Cristiano di Sassonia, nobile († 1968)
- 1893 - Robert Jacquinot, ciclista su strada francese († 1980)
- 1893 - Luigi Martinati, illustratore, pubblicitario e pittore italiano († 1983)
- 1893 - Ettorina Mazzucchelli, ballerina e coreografa italiana († 1950)
- 1894 - Ernest John Moeran, compositore inglese († 1950)
- 1894 - Ramón Platero, allenatore di calcio uruguaiano († 1950)
- 1895 - Henri Audrain, arcivescovo cattolico francese († 1982)
- 1895 - Ejvind Blach, hockeista su prato danese († 1972)
- 1895 - Mario Giuriati, calciatore e militare italiano († 1916)
- 1895 - Bernhard Gerhard Hilhorst, missionario e vescovo cattolico olandese († 1954)
- 1895 - Amy Jacques Garvey, giornalista e editrice giamaicana († 1973)
- 1896 - John Baxter, regista cinematografico britannico († 1975)
- 1896 - Maria Luisa di Borbone-Orléans, principessa francese († 1973)
- 1896 - Adolfo Celli, calciatore argentino († 1968)
- 1896 - Carl Ludwig Siegel, matematico tedesco († 1981)
- 1897 - Orry-Kelly, costumista australiano († 1964)
- 1897 - Albino Manca, scultore italiano († 1976)
- 1897 - Raffaello Melani, insegnante e latinista italiano († 1983)
- 1897 - Frank Skinner, compositore statunitense († 1968)
- 1897 - Rhys Williams, attore gallese († 1969)
- 1898 - István Dobi, politico ungherese († 1968)
- 1898 - Léon Huot, calciatore francese († 1961)
- 1899 - Felicita Ferrero, giornalista e antifascista italiana († 1984)
- 1899 - Gaston Glass, attore e produttore cinematografico francese († 1965)
- 1899 - Adolf Grimme, politico tedesco († 1963)
- 1899 - Ricardo Ornelas, giornalista, calciatore e allenatore di calcio portoghese († 1967)
- 1899 - Silvestre Revueltas, compositore, direttore d'orchestra e violinista messicano († 1940)
- 1899 - Margarete Schlegel, attrice e cantante tedesca († 1987)
- 1899 - George Schroth, pallanuotista statunitense († 1989)
- 1899 - Jean-Pierre Weber, calciatore lussemburghese († 1967)
- 1900 - Luigi Colacicchi, compositore, direttore di coro e etnomusicologo italiano († 1976)
- 1900 - Aleksandr Nikolaevič Dejč, astronomo sovietico († 1986)
- 1900 - Stephen Neill, teologo e biblista britannico († 1984)
- 1900 - Ivan Riley, ostacolista statunitense († 1943)

## XX secolo(814)
- 1901 - Manrico Berti, calciatore italiano († 1972)
- 1901 - Alberto Bracci, calciatore italiano
- 1901 - Karl-August Fagerholm, politico finlandese († 1984)
- 1901 - Guglielmo Jervis, antifascista e ingegnere italiano († 1944)
- 1901 - Marcel Mussillon, alpinista italiano († 1992)
- 1901 - Giovanni Traversa, politico italiano († 1981)
- 1902 - Roy Goodall, calciatore inglese († 1982)
- 1903 - Fumiko Hayashi, scrittrice e poetessa giapponese († 1951)
- 1903 - Nathan Milstein, violinista russo († 1992)
- 1903 - Sisinnio Mocci, partigiano e antifascista italiano († 1944)
- 1904 - Charles Fauvel, progettista e aviatore francese († 1979)
- 1904 - Charlie Gardiner, hockeista su ghiaccio canadese († 1934)
- 1904 - Franco Mazzotti, pilota automobilistico, aviatore e nobile italiano († 1942)
- 1905 - Hermann Blumenthal, scultore tedesco († 1942)
- 1905 - Frank Marshall Davis, giornalista, poeta e attivista statunitense († 1987)
- 1905 - Guy Mollet, politico francese († 1975)
- 1905 - Jule Styne, musicista e compositore britannico († 1994)
- 1906 - Erna Bogen-Bogáti, schermitrice ungherese († 2002)
- 1906 - Gino Fratesi, tenore italiano († 1993)
- 1906 - Theresa Harris, attrice statunitense († 1985)
- 1907 - Ramón de la Fuente, calciatore spagnolo († 1973)
- 1908 - Jim Brown, allenatore di calcio e calciatore scozzese († 1994)
- 1908 - Herbert Dill, marciatore tedesco († 1942)
- 1908 - Silvio Hernández, cestista messicano († 1984)
- 1908 - Pauline de Rothschild, scrittrice e traduttrice francese († 1976)
- 1908 - Vasilij Smirnov, calciatore sovietico († 1987)
- 1908 - Simon Wiesenthal, ingegnere e scrittore austriaco († 2005)
- 1909 - Giuseppe Addobbati, attore italiano († 1986)
- 1909 - Mario Betto, anarchico e partigiano italiano († 1944)
- 1909 - Erich Fischer, calciatore tedesco († 1990)
- 1909 - Bobodžan Gafurov, politico e storico sovietico († 1977)
- 1910 - Carl Dudley, regista e produttore cinematografico statunitense († 1973)
- 1910 - Enrique Maier, tennista spagnolo († 1981)
- 1910 - Roy Rowland, regista, produttore cinematografico e produttore televisivo statunitense († 1995)
- 1910 - Roger Zirilli, pallanuotista e nuotatore svizzero († 1955)
- 1911 - Bruno Baratti, ceramista, pittore e scultore italiano († 2008)
- 1911 - Robert Clatworthy, scenografo statunitense († 1992)
- 1911 - Ferdinand Faczinek, calciatore e allenatore di calcio cecoslovacco († 1991)
- 1911 - Levkadija Harasymiv, religiosa ucraina († 1952)
- 1911 - Frankie Lee, attore statunitense († 1970)
- 1911 - Erminio Reggiani, calciatore italiano
- 1912 - Giovanni Cavasin, allenatore di calcio e calciatore italiano († 1957)
- 1912 - Horst Fischer, medico, militare e criminale di guerra tedesco († 1966)
- 1912 - John Dutton Frost, ufficiale britannico († 1993)
- 1913 - Pramarn Adireksarn, militare e politico thailandese († 2010)
- 1913 - Amado Azar, pugile argentino († 1971)
- 1913 - Leo-Paul Billeter, calciatore svizzero († 1940)
- 1913 - Carlos Falp, pallanuotista spagnolo († 1982)
- 1913 - Luis Ibaseta, cestista cileno († 1987)
- 1914 - Aldo Dapas, calciatore e allenatore di calcio italiano († 2008)
- 1914 - Nikolajs Levitanuss, calciatore lettone († 1995)
- 1914 - Yrjö Nikkanen, giavellottista finlandese († 1985)
- 1914 - Eva Nova, cantante e attrice italiana († 1996)
- 1914 - Vittorio Piccinini, militare italiano († 1942)
- 1914 - René Schneider, generale cileno († 1970)
- 1915 - Vasilīs Efraimidīs, giornalista e politico greco († 2000)
- 1915 - Pia Punter, cestista italiana († 1984)
- 1916 - Helen Eustis, scrittrice e traduttrice statunitense († 2015)
- 1916 - Teodors Grīnbergs, cestista lettone († 1998)
- 1916 - Ítalo Luder, politico e avvocato argentino († 2008)
- 1916 - Neil Paterson, scrittore, sceneggiatore e giornalista britannico († 1995)
- 1917 - Suzy Delair, attrice francese († 2020)
- 1917 - John Fox Watson, calciatore scozzese († 1976)
- 1917 - José Maria Gironella, scrittore e poeta spagnolo († 2003)
- 1917 - Joan McCracken, ballerina e attrice statunitense († 1961)
- 1918 - Virginia Davis, attrice statunitense († 2009)
- 1918 - Ramiro Gremese, calciatore italiano († 2002)
- 1918 - Gunder Hägg, mezzofondista svedese († 2004)
- 1919 - Folke Alnevik, velocista svedese († 2020)
- 1919 - Artur Fischer, imprenditore e inventore tedesco († 2016)
- 1919 - Heinz Macher, militare tedesco († 2001)
- 1919 - Fritz Schwab, marciatore svizzero († 2006)
- 1919 - George Wood, attore statunitense († 2000)
- 1920 - Rex Allen, attore e cantante statunitense († 1999)
- 1920 - Richard Hamilton, attore statunitense († 2004)
- 1921 - Irv Rothenberg, cestista statunitense († 2009)
- 1921 - Gilbert Stork, chimico belga († 2017)
- 1922 - Asbjørn Andersen, calciatore norvegese († 1970)
- 1922 - Tomás Balduíno, vescovo cattolico brasiliano († 2014)
- 1922 - Alberto Bonaretti, calciatore italiano († 1963)
- 1922 - Emilio Giubellini, partigiano italiano († 1945)
- 1922 - James Ling, imprenditore statunitense († 2004)
- 1922 - Gustavo Magariños, cestista e diplomatico uruguaiano († 2014)
- 1922 - Theodoros Stamos, pittore statunitense († 1997)
- 1922 - Sonny Wood, cestista statunitense († 1970)
- 1923 - John William Atkinson, psicologo statunitense († 2003)
- 1923 - Aud Brindley, cestista statunitense († 1957)
- 1923 - Manuel Castro Aparicio, pallanuotista messicano
- 1923 - Hal Crisler, giocatore di football americano e cestista statunitense († 1987)
- 1923 - Ralph Siewert, cestista statunitense († 1990)
- 1924 - Annagül Annagulyýewa, soprano turkmeno († 2009)
- 1924 - Florence Birdwell, cantante e insegnante statunitense († 2021)
- 1924 - Robert Crost, cestista francese († 1991)
- 1924 - Vicki Draves, tuffatrice statunitense († 2010)
- 1924 - Hendrik Houthakker, economista olandese († 2008)
- 1924 - Alan Rogers, allenatore di calcio inglese († 2022)
- 1924 - Attilio Ruffini, politico, avvocato e saggista italiano († 2011)
- 1925 - T. Carmi, poeta, traduttore e scrittore israeliano († 1994)
- 1925 - Richard Gordon, produttore cinematografico britannico († 2011)
- 1925 - Candy Jones, scrittrice e modella statunitense († 1990)
- 1925 - Jamie Mendoza-Nava, compositore e direttore d'orchestra boliviano († 2005)
- 1925 - Daphne Oram, compositrice britannica († 2003)
- 1925 - Jaap Schröder, violinista e musicologo olandese († 2020)
- 1926 - Rodolfo Ayup, cestista messicano († 2010)
- 1926 - Boris Eflov, pittore russo († 2013)
- 1926 - Hermann Lübbe, filosofo tedesco
- 1926 - Paolo Magnani, vescovo cattolico italiano († 2023)
- 1927 - Mohammad Reza Ameli Tehrani, politico e medico iraniano († 1979)
- 1927 - Nijs Korevaar, pallanuotista olandese († 2016)
- 1927 - Nina Maksimel'janova, cestista e allenatrice di pallacanestro sovietica († 2006)
- 1927 - NOF4, incisore italiano († 1994)
- 1928 - Sture Allén, linguista svedese († 2022)
- 1928 - Amarillo Slim, giocatore di poker statunitense († 2012)
- 1928 - Leon Benzaquen, politico e medico marocchino († 1977)
- 1928 - Michael Bowes-Lyon, XVII conte di Strathmore e Kinghorne, nobile britannico († 1987)
- 1928 - Sergio Fubini, fisico italiano († 2005)
- 1928 - Anselmo Giorcelli, calciatore e allenatore di calcio italiano († 2019)
- 1928 - Hugh McElhenny, giocatore di football americano statunitense († 2022)
- 1928 - Veijo Meri, scrittore finlandese († 2015)
- 1928 - Tat'jana Ivanovna Šmyga, cantante e attrice russa († 2011)
- 1929 - Francesco Alberoni, sociologo, giornalista e scrittore italiano († 2023)
- 1929 - Jeremy Bernstein, fisico statunitense
- 1929 - John G. Cawelti, scrittore statunitense († 2022)
- 1929 - John S. Conway, storico inglese († 2017)
- 1930 - Lisa Daniels, attrice, produttrice cinematografica e produttrice televisiva britannica († 2010)
- 1930 - Renate Hoy, modella e attrice tedesca († 2024)
- 1930 - Ján Kulich, scultore e insegnante slovacco († 2015)
- 1930 - Anatolij Kuznecov, attore sovietico († 2014)
- 1930 - Karl Neuse, pallanuotista tedesco († 2022)
- 1930 - Odetta, cantante e chitarrista statunitense († 2008)
- 1930 - Tuomo Ristola, cestista finlandese († 2008)
- 1931 - Giorgio Ardisson, attore italiano († 2014)
- 1931 - Antonio Argilés, calciatore spagnolo († 1990)
- 1931 - Michel Bernard, mezzofondista e dirigente sportivo francese († 2019)
- 1931 - Avtandil Ch'k'uaseli, calciatore sovietico († 1994)
- 1931 - Tom Rolf, montatore svedese († 2014)
- 1931 - Bob Shaw, autore di fantascienza britannico († 1996)
- 1931 - Daniele Tedeschi, attore e doppiatore italiano
- 1932 - Francesco Galgano, giurista e avvocato italiano († 2012)
- 1932 - Kari Kairamo, dirigente d'azienda finlandese († 1988)
- 1932 - Nicolas Ruwet, linguista, semiologo e musicologo belga († 2001)
- 1933 - Ken Birch, allenatore di calcio e calciatore inglese († 2015)
- 1933 - Edward Bunker, scrittore, sceneggiatore e attore statunitense († 2005)
- 1933 - Giorgio Colussi, lessicografo italiano († 2006)
- 1933 - Semën Farada, attore russo († 2009)
- 1933 - Raffaele Nogaro, vescovo cattolico italiano
- 1933 - Chryssa, scultrice greca († 2013)
- 1934 - Douglas Blubaugh, lottatore statunitense († 2011)
- 1934 - Anna Longhi, attrice e opinionista italiana († 2011)
- 1935 - Onorato Castellino, economista italiano († 2007)
- 1935 - Glenn Leedy, attore statunitense († 2004)
- 1935 - Riccardo Miniggio, comico, cabarettista e attore italiano
- 1935 - Mario Moreno, calciatore cileno († 2005)
- 1935 - Ron Northcott, giocatore di curling canadese († 2023)
- 1935 - Salman dell'Arabia Saudita, sovrano e politico saudita
- 1936 - William French Anderson, medico statunitense
- 1936 - Siw Malmkvist, cantante svedese
- 1936 - Eva Randová, mezzosoprano ceca
- 1936 - Federico Ricotti, politico italiano
- 1937 - Nicolas Born, scrittore e poeta tedesco († 1979)
- 1937 - Carl Emil Christiansen, calciatore danese († 2018)
- 1937 - Francisco Gabica, ciclista su strada spagnolo († 2014)
- 1937 - John Giordano, direttore d'orchestra, docente e compositore statunitense
- 1937 - Avram Hershko, biochimico e biologo ungherese
- 1937 - Anthony Hopkins, attore britannico
- 1937 - Barry Hughes, allenatore di calcio e calciatore gallese († 2019)
- 1937 - Hal Rogers, politico e avvocato statunitense
- 1937 - Milutin Šoškić, calciatore e allenatore di calcio jugoslavo († 2022)
- 1938 - Giacomo Baiamonte, politico italiano
- 1938 - Rosalind Cash, attrice statunitense († 1995)
- 1938 - Eligio Echagüe, calciatore paraguaiano († 2009)
- 1938 - Pierluigi Giunti, ex calciatore italiano
- 1938 - Atje Keulen-Deelstra, pattinatrice di velocità su ghiaccio olandese († 2013)
- 1938 - Marien Ngouabi, politico e militare della Repubblica del Congo († 1977)
- 1938 - Vincenzo Viviani, politico e magistrato italiano
- 1939 - Salvatore Biasco, economista e politico italiano († 2022)
- 1939 - Peter Camejo, attivista e politico statunitense († 2008)
- 1939 - Herbert Finken, calciatore tedesco († 2024)
- 1939 - Po-Chih Leong, regista inglese
- 1939 - Ali Nasir Muhammad, politico yemenita
- 1939 - Willye White, lunghista e velocista statunitense († 2007)
- 1940 - Tim Considine, attore e fotografo statunitense († 2022)
- 1940 - José de Anchieta Fontana, calciatore brasiliano († 1980)
- 1940 - Luis Giampietri, ammiraglio e politico peruviano († 2023)
- 1940 - Imi Knoebel, pittore tedesco
- 1940 - Henry Largie, calciatore giamaicano († 2020)
- 1940 - Umberto Risi, ex siepista e mezzofondista italiano
- 1940 - Luis Rubiños, ex calciatore peruviano
- 1941 - Abdel Rahman Amin, pallanuotista egiziano († 2011)
- 1941 - Hugo Berly, calciatore cileno († 2009)
- 1941 - Sean S. Cunningham, regista, produttore cinematografico e sceneggiatore statunitense
- 1941 - Alex Ferguson, ex calciatore e allenatore di calcio scozzese
- 1941 - Sarah Miles, attrice britannica
- 1942 - Hervé Hasquin, storico, saggista e politico belga
- 1942 - Gabriele Lolli, matematico e logico italiano († 2025)
- 1942 - Remo Prandini, presbitero e missionario italiano († 1986)
- 1942 - Andy Summers, chitarrista e compositore britannico
- 1943 - Yawovi Agboyibo, politico togolese († 2020)
- 1943 - Roland Blanche, attore francese († 1999)
- 1943 - John Denver, cantautore e musicista statunitense († 1997)
- 1943 - Wolfgang Gerhardt, politico tedesco († 2024)
- 1943 - Horst Heese, allenatore di calcio e ex calciatore tedesco
- 1943 - Ben Kingsley, attore britannico
- 1943 - Pete Quaife, bassista britannico († 2010)
- 1943 - Giovanna Resta, ex cestista italiana
- 1944 - Renato Federici, giurista e scrittore italiano
- 1944 - Taylor Hackford, regista e produttore cinematografico statunitense
- 1944 - François Mathy, cavaliere belga
- 1944 - Alfredo Meli, giocatore di baseball e allenatore di baseball italiano († 2010)
- 1944 - Vladimir Musalimov, pugile sovietico († 2013)
- 1944 - Neil Ross, doppiatore statunitense
- 1944 - Eleanor Taylor Bland, scrittrice statunitense († 2010)
- 1944 - Iêda Maria Vargas, modella brasiliana
- 1945 - Leonard Adleman, matematico, informatico e biologo statunitense
- 1945 - Rafail Bieliankoŭ, sollevatore sovietico
- 1945 - Horst Brummeier, ex arbitro di calcio austriaco
- 1945 - Barbara Carrera, attrice e ex modella nicaraguense
- 1945 - Henryk Cegielski, cestista polacco († 2015)
- 1945 - Bjørn Drillestad, allenatore di calcio e ex calciatore norvegese
- 1945 - Karl Ferstl, ex velista austriaco
- 1945 - Diane von Fürstenberg, stilista e imprenditrice belga
- 1945 - Hoesung Lee, economista sudcoreano
- 1945 - Riccardo Mascheroni, ex calciatore italiano
- 1945 - Philippe Nakellentuba Ouédraogo, cardinale e arcivescovo cattolico burkinabé
- 1945 - Vernon Wells, attore e doppiatore australiano
- 1945 - Connie Willis, scrittrice di fantascienza statunitense
- 1946 - Gilberto Alves de Souza, calciatore brasiliano († 2022)
- 1946 - Robert Charles Morlino, vescovo cattolico statunitense († 2018)
- 1946 - Fernando Osorio, ex calciatore cileno
- 1946 - Ljudmila Pachomova, danzatrice su ghiaccio sovietica († 1986)
- 1946 - Cliff Richey, ex tennista statunitense
- 1946 - Dewey Tomko, giocatore di poker statunitense
- 1947 - Burton Cummings, cantautore e musicista canadese
- 1947 - Nils Een, ex sciatore alpino norvegese
- 1947 - Sylvestre Lopis, ex cestista senegalese
- 1947 - Tim Matheson, attore e regista statunitense
- 1947 - Gerhard Ludwig Müller, cardinale, arcivescovo cattolico e teologo tedesco
- 1947 - Rafig Gambarov, direttore della fotografia e fotografo azero
- 1947 - Rita Lee, cantante, musicista e attrice brasiliana († 2023)
- 1947 - June Tabor, cantante britannica
- 1948 - Donna Summer, cantautrice statunitense († 2012)
- 1948 - Viktor Michajlovič Afanas'ev, cosmonauta sovietico
- 1948 - Stephen Cleobury, organista e direttore di coro inglese († 2019)
- 1948 - Vittorio Coletti, linguista e lessicografo italiano
- 1948 - Patrick Cothias, fumettista francese
- 1948 - Joe Dallesandro, attore e modello statunitense
- 1948 - Jan Dworak, politico, attivista e giornalista polacco
- 1948 - Steve Farmer, chitarrista e compositore statunitense († 2020)
- 1948 - Sandy Jardine, allenatore di calcio e calciatore scozzese († 2014)
- 1948 - Josef Leja, ex cestista israeliano
- 1948 - Don Page, fisico canadese
- 1949 - Bruce Davidson, cavaliere statunitense
- 1949 - Flora Gomes, regista guineense
- 1949 - James B. Jordan, pastore protestante e teologo statunitense
- 1949 - Delwa Kassiré Koumakoye, politico ciadiano
- 1949 - Rod Macqueen, ex rugbista a 15, canottiere e allenatore di rugby a 15 australiano
- 1949 - Luciano Rebulla, politico italiano
- 1950 - Liljana Cingu, ballerina albanese († 2024)
- 1950 - Didier De Neck, attore francese
- 1950 - Ray Ellison, ex calciatore inglese
- 1950 - Inge Helten, ex velocista tedesca
- 1950 - Tomás Herrera, cestista cubano († 2020)
- 1950 - Tehching Hsieh, artista statunitense
- 1950 - Enrico Peyrot, fotografo italiano
- 1950 - Obaidul Quader, politico bangladese
- 1950 - Harry Rogers, ex cestista statunitense
- 1951 - Andranik Eskandarian, ex calciatore iraniano
- 1951 - Tom Hamilton, bassista statunitense
- 1951 - Jimmy Haslip, bassista e produttore discografico statunitense
- 1951 - Lynn Meredith, cantante statunitense
- 1951 - Kenny Roberts, ex pilota motociclistico e dirigente sportivo statunitense
- 1952 - Don Ford, ex cestista statunitense
- 1952 - Giordano Galli, ex calciatore italiano
- 1952 - Vaughan Jones, matematico neozelandese († 2020)
- 1952 - Elizabeth Norment, attrice statunitense († 2014)
- 1952 - Richard Páez, allenatore di calcio e ex calciatore venezuelano
- 1952 - Candido Raini, tecnico del suono italiano
- 1952 - Jean-Pierre Rives, ex rugbista a 15, attore e scultore francese
- 1952 - Carlos Sintas, ex calciatore uruguaiano
- 1952 - Riccardo Viale, medico e scienziato italiano
- 1953 - Jane Badler, attrice, modella e cantante statunitense
- 1953 - Yahya Ould Hademine, politico mauritano
- 1953 - Michael Hedges, chitarrista statunitense († 1997)
- 1953 - Ľudmila Králiková, ex cestista cecoslovacca
- 1953 - Kadré Désiré Ouédraogo, diplomatico e politico burkinabé
- 1953 - Rocco Palese, politico italiano
- 1953 - Silvia Paternò di Spedalotto, nobildonna italiana
- 1953 - James Remar, attore statunitense
- 1953 - Chuckie Williams, ex cestista statunitense
- 1954 - Alexandre Egorov, artista e poeta russo
- 1954 - Ferdinando Fabbri, politico italiano
- 1954 - Kim Gellert, allenatore di hockey su ghiaccio e ex hockeista su ghiaccio canadese
- 1954 - Ingibjörg Sólrún Gísladóttir, politica islandese
- 1954 - Martin David Holley, vescovo cattolico statunitense
- 1954 - Anton Joore, allenatore di calcio e ex calciatore olandese
- 1954 - Christian Jourdan, ex ciclista su strada francese
- 1954 - Stefano Madia, attore, giornalista e politico italiano († 2004)
- 1954 - Alex Salmond, politico britannico († 2024)
- 1954 - Christine Scheiblich, ex canottiera tedesca
- 1954 - Pete Souza, fotografo e giornalista statunitense
- 1954 - Hermann Tilke, ingegnere e ex pilota automobilistico tedesco
- 1954 - Pedro Zarraluki, scrittore spagnolo († 2025)
- 1955 - Gerhard Acktun, attore, doppiatore e conduttore radiofonico tedesco
- 1955 - Gregor Braun, ex pistard, ciclista su strada e dirigente sportivo tedesco
- 1955 - Carlos Melanio Espínola, allenatore di calcio e ex calciatore paraguaiano
- 1955 - Jim Pillen, politico statunitense
- 1955 - Jaime Soto, vescovo cattolico statunitense
- 1956 - Jurij Borisov, politico russo
- 1956 - Paolo Chiesa, latinista e medievista italiano
- 1956 - Alain Collina, ex calciatore francese
- 1956 - Martin Fettman, astronauta e medico statunitense
- 1956 - Al Harris, ex giocatore di football americano e allenatore di football americano statunitense
- 1956 - Helma Knorscheidt, ex pesista tedesca
- 1956 - Mohamed Ould Ghazouani, generale e politico mauritano
- 1956 - Miguel Noguer, ex velista spagnolo
- 1956 - Bohumil Páník, allenatore di calcio ceco
- 1956 - Ahmed Salah, ex maratoneta gibutiano
- 1956 - Smaïn Slimani, ex calciatore algerino
- 1956 - Lyonel Trouillot, scrittore, poeta e paroliere haitiano
- 1956 - Paramanga Ernest Yonli, politico e diplomatico burkinabé
- 1957 - Bárbara Bécquer, ex cestista cubana
- 1957 - Fabrizio Meoni, pilota motociclistico italiano († 2005)
- 1957 - Tim Parkin, ex calciatore inglese
- 1957 - Sōtī Triantafyllou, scrittrice greca
- 1957 - Galo Vásquez, ex calciatore ecuadoriano
- 1957 - Peter Williams, attore giamaicano
- 1957 - Riccardo Zucchi, medico e biochimico italiano
- 1958 - Renata Hönisch, ex fondista austriaca
- 1958 - Tomomi Mochizuki, animatore, regista e sceneggiatore giapponese
- 1958 - Giancarlo Muratori, autore televisivo e doppiatore italiano († 1996)
- 1958 - Bebe Neuwirth, attrice statunitense
- 1958 - Gilles Salvador, pilota motociclistico francese
- 1958 - Emanuele Zinato, critico letterario, italianista e saggista italiano
- 1959 - Liverīs Andritsos, ex cestista greco
- 1959 - Ronnie del Carmen, regista e sceneggiatore filippino
- 1959 - Gian Primo Giardi, ex cestista e allenatore di pallacanestro sammarinese
- 1959 - Milan Janković, ex calciatore jugoslavo
- 1959 - Val Kilmer, attore statunitense († 2025)
- 1959 - Biljana Majstorović, ex cestista jugoslava
- 1959 - Davide Torchia, ex calciatore italiano
- 1959 - Ondřej Trojan, regista, attore e produttore cinematografico ceco
- 1959 - Baron Waqa, politico nauruano
- 1959 - Paul Westerberg, musicista statunitense
- 1960 - Marco Bozzola, allenatore di pallamano e ex pallamanista italiano
- 1960 - Siv Bråten, ex biatleta norvegese
- 1960 - Steve Bruce, allenatore di calcio e ex calciatore inglese
- 1960 - Broderick Dyke, ex tennista australiano
- 1960 - Amelia Felle, soprano italiana
- 1961 - John Carlsen, ex ciclista su strada danese
- 1961 - Rainer Ernst, ex calciatore tedesco orientale
- 1961 - Joanna Johnson, attrice, sceneggiatrice e produttrice cinematografica statunitense
- 1961 - Fabian Nicieza, fumettista e curatore editoriale statunitense
- 1961 - Dante Pergreffi, bassista italiano († 1992)
- 1961 - Jari Rantanen, ex calciatore finlandese
- 1961 - Felicia Raschiatore, ex tennista statunitense
- 1961 - Ève de Castro, scrittrice francese
- 1962 - James Banks, ex cestista statunitense
- 1962 - Davide Bechini, attore italiano
- 1962 - Tyrone Corbin, ex cestista e allenatore di pallacanestro statunitense
- 1962 - Franco D'Aniello, musicista e flautista italiano
- 1962 - Don Diamont, attore e ex modello statunitense
- 1962 - Jeff Flake, politico statunitense
- 1962 - Jennifer Higdon, compositrice statunitense
- 1962 - Traudl Hächer, ex sciatrice alpina tedesca
- 1962 - Giordano Macellari, pittore italiano
- 1962 - Tawara Machi, poetessa, scrittrice e traduttrice giapponese
- 1962 - Nelsinho, allenatore di calcio e ex calciatore brasiliano
- 1962 - Renato Piccolo, ex ciclista su strada italiano
- 1962 - Fidel Suárez, allenatore di calcio e ex calciatore peruviano
- 1963 - Ahmed Al-Maktoum, ex tiratore a volo emiratino
- 1963 - Aleš Bažant, ex calciatore ceco
- 1963 - Pnina Brailowsky, ex cestista israeliana
- 1963 - Alberto Brandi, giornalista e conduttore televisivo italiano
- 1963 - Lalita Yauhleuskaya, tiratrice a segno bielorussa
- 1963 - Stephen Elop, dirigente d'azienda canadese
- 1963 - Christian Gaidet, ex sciatore alpino francese
- 1963 - Stefania Orsola Garello, attrice e regista italiana
- 1963 - Scott Ian, chitarrista statunitense
- 1963 - Bronwyn Marshall, ex cestista australiana
- 1963 - Sylwester Przychodzień, ex giocatore di calcio a 5 polacco
- 1963 - Jorge Talavera, ex calciatore peruviano
- 1964 - Sylvestre Amoussou, attore e regista beninese
- 1964 - Fernando Giner, allenatore di calcio e ex calciatore spagnolo
- 1964 - Amedeo Mandara, militare italiano
- 1964 - Renato Marzi, attore italiano
- 1964 - Michael McDonald, attore, comico e regista statunitense
- 1964 - Andreas Prochaska, regista austriaco
- 1964 - Valentina Vargas, attrice cilena
- 1965 - Tony Dorigo, ex calciatore inglese
- 1965 - Gong Li, attrice cinese
- 1965 - Daniel Guzmán, allenatore di calcio e ex calciatore messicano
- 1965 - Fernanda Porto, cantante e polistrumentista brasiliana
- 1965 - Johan Rockström, ecologo svedese
- 1965 - Nicholas Sparks, scrittore statunitense
- 1965 - Jeff Williams, ex velocista statunitense
- 1966 - Alejandro Fasanini, compositore argentino
- 1966 - Hiromi Goto, scrittrice canadese
- 1966 - Rudy Gunawan, ex giocatore di badminton indonesiano
- 1966 - Katsuhito Ishii, regista, sceneggiatore e animatore giapponese
- 1966 - Andrea Mazziotti di Celso, avvocato e politico italiano
- 1966 - Saša Petrović, ex calciatore jugoslavo
- 1966 - Bruce Ramsay, attore e regista canadese
- 1966 - Maddie Taylor, doppiatrice e disegnatrice statunitense
- 1967 - Eleonora Bagarotti, giornalista e saggista italiana
- 1967 - Yōsuke Eguchi, attore e cantante giapponese
- 1967 - Mamadou Faye, ex calciatore senegalese
- 1967 - Wilfredo Loyola, ex schermidore cubano
- 1967 - Giovanni Orsina, politologo e storico italiano
- 1967 - Donnie Steele, chitarrista e bassista statunitense
- 1967 - Andrew Stroud, pilota motociclistico neozelandese
- 1967 - Valdeir, ex calciatore brasiliano
- 1968 - Stefano Bianconi, allenatore di calcio e ex calciatore italiano
- 1968 - Mia Cottet, attrice statunitense
- 1968 - Junot Díaz, scrittore dominicano
- 1968 - Dariusz Kałuża, ex giocatore di calcio a 5 polacco
- 1968 - Ricardo Lopes, ex calciatore angolano
- 1968 - Javier Pérez, artista e scultore spagnolo
- 1968 - Claudio Romo, illustratore cileno
- 1968 - Jean-Stéphane Sauvaire, regista francese
- 1968 - Luciano Szafir, attore e modello brasiliano
- 1969 - Lahcen Abrami, ex calciatore marocchino
- 1969 - Neal Avron, produttore discografico, musicista e tecnico del suono statunitense
- 1969 - Duma Boko, politico botswano
- 1969 - Antonio Dini, giornalista e scrittore italiano
- 1969 - Luis Dámaso, tenore spagnolo
- 1969 - Serge Frydman, sceneggiatore francese
- 1969 - Jay Giannone, attore, regista e produttore cinematografico statunitense
- 1969 - Oliver Lieb, disc-jockey tedesco
- 1969 - Kazu Makino, cantante e musicista giapponese
- 1969 - Javier Manjarín, ex calciatore spagnolo
- 1969 - Mário Morgado, allenatore di calcio e ex calciatore portoghese
- 1969 - Trent Opaloch, direttore della fotografia canadese
- 1969 - Álex Pineda Chacón, ex calciatore honduregno
- 1969 - David Rawlings, cantante e chitarrista statunitense
- 1969 - Siba Shakib, scrittrice, regista e attivista iraniana
- 1969 - Alisdair Simpson, attore britannico
- 1969 - Will Speck e Josh Gordon, regista, produttore cinematografico e sceneggiatore statunitense
- 1969 - Park Stickney, arpista statunitense
- 1969 - Shizuya Wazarai, fumettista giapponese
- 1969 - Zé Gordo, ex calciatore angolano
- 1970 - Driss Benzekri, ex calciatore marocchino
- 1970 - Glenn Kotche, batterista statunitense
- 1970 - Louise Rickard, biologa, docente e rugbista a 15 britannica
- 1970 - Bryon Russell, ex cestista statunitense
- 1970 - Víctor Torres Mestre, allenatore di calcio e ex calciatore spagnolo
- 1970 - Chandra West, attrice canadese
- 1971 - Brent Barry, allenatore di pallacanestro, dirigente sportivo e ex cestista statunitense
- 1971 - Diego Dorta, ex calciatore uruguaiano
- 1971 - Erik Johannessen, ex calciatore norvegese
- 1971 - Marcelinho Carioca, ex calciatore brasiliano
- 1971 - Max Novaresi, autore televisivo, conduttore televisivo e conduttore radiofonico italiano
- 1971 - Søren Pape Poulsen, politico danese († 2024)
- 1971 - Heath Shuler, politico e giocatore di football americano statunitense
- 1971 - Rolando Tucker, schermidore cubano
- 1972 - Valeri Andreev, ex pentatleta tedesco
- 1972 - Grégory Coupet, allenatore di calcio e ex calciatore francese
- 1972 - Gianna Gancia, politica italiana
- 1972 - Mathias Hain, ex calciatore tedesco
- 1972 - Joey McIntyre, cantautore e attore statunitense
- 1972 - Ryan Sakoda, wrestler giapponese († 2021)
- 1972 - Grazia Zafferani, politica sammarinese
- 1973 - Shandon Anderson, ex cestista statunitense
- 1973 - Morgan Bertacca, regista, sceneggiatore e montatore italiano
- 1973 - Nikolaj Ciskaridze, ballerino russo
- 1973 - Judd Flavell, ex cestista e allenatore di pallacanestro neozelandese
- 1973 - Kai Hahto, batterista finlandese
- 1973 - Shawn Harvey, ex cestista statunitense
- 1973 - Amir Karić, ex calciatore sloveno
- 1973 - Jesper Ljung, allenatore di calcio e ex calciatore svedese
- 1973 - Sinnamon Love, ex attrice pornografica statunitense
- 1973 - Tomáš Medveď, allenatore di calcio e ex calciatore slovacco
- 1973 - Malcolm Middleton, chitarrista e cantante britannico
- 1973 - Hiroyuki Miura, ex hockeista su ghiaccio giapponese
- 1973 - Curtis Myden, ex nuotatore canadese
- 1974 - Joe Abercrombie, scrittore britannico
- 1974 - Mario Aerts, dirigente sportivo e ex ciclista su strada belga
- 1974 - Cândido Barbosa, ex ciclista su strada portoghese
- 1974 - Davide Bregola, scrittore italiano
- 1974 - Jerry Fuchs, batterista statunitense († 2009)
- 1974 - Tracy Henderson, ex cestista statunitense
- 1974 - Tony Kanaan, pilota automobilistico brasiliano
- 1974 - Kenny Morrison, attore statunitense
- 1974 - Stian Tobiassen, ex calciatore norvegese
- 1974 - Mallam Yahaya, ex calciatore ghanese
- 1975 - Sendoa Agirre, allenatore di calcio e ex calciatore spagnolo
- 1975 - Mery Andrade, ex cestista e allenatrice di pallacanestro portoghese
- 1975 - Daniel Fontana, triatleta argentino
- 1975 - Andrea Hohl, ex cestista rumena
- 1975 - Toni Kuivasto, ex calciatore finlandese
- 1975 - Rob Penders, ex calciatore olandese
- 1975 - Martin Pistorius, designer sudafricano
- 1975 - Diana Sacayán, attivista argentina († 2015)
- 1975 - Mikko Sirén, batterista finlandese
- 1976 - Ibrahima Bakayoko, ex calciatore ivoriano
- 1976 - Frédérique Bangué, ex velocista e giornalista francese
- 1976 - Günther Beck, ex biatleta austriaco
- 1976 - Steve Byers, attore canadese
- 1976 - Patricio Galaz, ex calciatore cileno
- 1976 - Ali Ouédraogo, ex calciatore burkinabé
- 1976 - Fulvio Paganin, direttore artistico, produttore cinematografico e regista italiano
- 1976 - Chris Terrio, regista e sceneggiatore statunitense
- 1976 - Ivan Woods, ex calciatore maltese
- 1976 - Ceza, rapper turco
- 1977 - Wardy Alfaro, ex calciatore costaricano
- 1977 - Kewullay Conteh, ex calciatore sierraleonese
- 1977 - José Fabio, ex cestista argentino
- 1977 - Marta Hazas, attrice e modella spagnola
- 1977 - Logan McCree, attore pornografico tedesco
- 1977 - Ninoslav Milenković, ex calciatore bosniaco
- 1977 - Psy, cantautore, rapper e produttore discografico sudcoreano
- 1977 - Ouro-Nimini Tchagnirou, ex calciatore togolese
- 1977 - Donald Trump Jr., imprenditore, scrittore e attivista statunitense
- 1977 - Vinícius Elias Teixeira, ex giocatore di calcio a 5 brasiliano
- 1978 - Julija Barsukova, ex ginnasta russa
- 1978 - Dror Hagag, ex cestista israeliano
- 1978 - Pavol Majerník, allenatore di calcio e ex calciatore slovacco
- 1978 - Peter Majerník, calciatore slovacco
- 1978 - Ogerta Manastirliu, politica albanese
- 1978 - Tomomi Miyamoto, ex calciatrice giapponese
- 1978 - Floriano Pagliara, ex pugile italiano
- 1978 - Zoran Ratković, ex calciatore croato
- 1978 - Bilal Sidibé, ex calciatore mauritano
- 1978 - Johnny Sins, attore pornografico statunitense
- 1978 - Anthony Sirufo, allenatore di calcio e ex calciatore francese
- 1978 - Korleone Young, ex cestista statunitense
- 1979 - Filipe Abraão, cestista angolano († 2019)
- 1979 - Michele Alhaique, attore e regista italiano
- 1979 - Zahra Bani, ex giavellottista italiana
- 1979 - Bob Bryar, batterista statunitense († 2024)
- 1979 - Elaine Cassidy, attrice irlandese
- 1979 - João Alexandre Duarte Ferreira Fernandes, allenatore di calcio e ex calciatore portoghese
- 1979 - José Juan Figueras, ex calciatore spagnolo
- 1979 - Agnieszka Grochowska, attrice polacca
- 1979 - Josh Hawley, avvocato e politico statunitense
- 1979 - Zoltán Hercegfalvi, ex calciatore ungherese
- 1979 - Emma Little-Pengelly, politica e avvocato irlandese
- 1979 - Alessandro Marangoni, pianista italiano
- 1979 - Jan Marek, hockeista su ghiaccio ceco († 2011)
- 1979 - Jean-Sylvestre Nkeoua, ex calciatore della Repubblica del Congo
- 1979 - Demetria Washington, ex velocista statunitense
- 1979 - Natal'ja Šipilova, pallamanista russa
- 1980 - Yacoub Fall, calciatore mauritano
- 1980 - Beto Gonçalves, calciatore brasiliano
- 1980 - Yūki Hayashi, compositore e arrangiatore giapponese
- 1980 - Mohamed Kaboré, ex calciatore burkinabé
- 1980 - Ol'ga Borisovna Ljubimova, politica e giornalista russa
- 1980 - Richie McCaw, ex rugbista a 15 neozelandese
- 1980 - Nadéah, cantautrice australiana
- 1980 - Eleonora Reti, doppiatrice italiana
- 1980 - Carsten Schlangen, mezzofondista tedesco
- 1980 - Fumie Suguri, ex pattinatrice artistica su ghiaccio giapponese
- 1980 - Michael Yani, ex tennista singaporiano
- 1980 - Yocci, illustratrice, giornalista e blogger giapponese
- 1980 - Marquis Youngston, wrestler statunitense
- 1981 - Husain Ali Ahmed Abdulla, calciatore bahreinita
- 1981 - Danny Burch, wrestler inglese
- 1981 - Jason Campbell, ex giocatore di football americano statunitense
- 1981 - Denis Denisov, hockeista su ghiaccio russo
- 1981 - Božena Erceg, ex cestista croata
- 1981 - Okon Flo Essien, ex calciatore nigeriano
- 1981 - Heath Farwell, ex giocatore di football americano e allenatore di football americano statunitense
- 1981 - Francisco García Gutiérrez, ex cestista dominicano
- 1981 - Wab Kinew, politico canadese
- 1981 - Makhtar N'Diaye, ex calciatore senegalese
- 1981 - Moussa Ouattara, ex calciatore burkinabé
- 1981 - Guilherme Raymundo do Prado, ex calciatore brasiliano
- 1981 - Tobias Rau, ex calciatore tedesco
- 1981 - Diego Sanchez, artista marziale misto statunitense
- 1981 - Sascha Sauer, ex giocatore di football americano tedesco
- 1981 - Margaret Simpson, multiplista e giavellottista ghanese
- 1981 - Davin White, cestista statunitense
- 1981 - Ricky Whittle, attore britannico
- 1982 - Rino Alaimo, scrittore, illustratore e regista italiano
- 1982 - Luca Avagliano, attore e sceneggiatore italiano
- 1982 - Francisco Bosch, rugbista a 15 argentino
- 1982 - Pape Mamadou Diouf, ex calciatore senegalese
- 1982 - Craig Gordon, calciatore scozzese
- 1982 - Rafael Ledesma, ex calciatore brasiliano
- 1982 - Veronica Marchi, cantautrice italiana
- 1982 - Kikkan Randall, ex fondista statunitense
- 1982 - Luke Schenscher, ex cestista australiano
- 1982 - C.J. Wallace, ex cestista statunitense
- 1983 - Luca Franchini, ex calciatore italiano
- 1983 - Noam Jenkins, attore canadese
- 1983 - Jana Veselá, ex cestista ceca
- 1983 - Jaqueline de Carvalho, pallavolista brasiliana
- 1984 - Catherine Britt, cantante australiana
- 1984 - Erica Buratto, ex nuotatrice italiana
- 1984 - Amadou Coulibaly, ex calciatore burkinabé
- 1984 - Corey Crawford, hockeista su ghiaccio canadese
- 1984 - Édgar Lugo, ex calciatore messicano
- 1984 - Arturo Muñoz, ex calciatore messicano
- 1984 - Nuno Pinheiro, pallavolista portoghese
- 1984 - Paul Rodriguez Jr, skater statunitense
- 1984 - Demba Touré, ex calciatore senegalese
- 1984 - Laura Trefiletti, ex ginnasta italiana
- 1984 - Rene Yougbara, ex nuotatore burkinabé
- 1984 - Dacosta Goore, ex calciatore ivoriano
- 1985 - Erich Bergen, attore, cantante e conduttore televisivo statunitense
- 1985 - Aljaksandra Herasimenja, ex nuotatrice bielorussa
- 1985 - Jonathan Horton, ginnasta statunitense
- 1985 - Mulota Papou Kabangu, calciatore della Repubblica Democratica del Congo
- 1985 - Shay Laren, modella e ex attrice pornografica statunitense
- 1986 - Stefania Capobianco, produttrice cinematografica, regista e scrittrice italiana
- 1986 - Bryan Davis, ex cestista statunitense
- 1986 - Jurij Fomenko, ex calciatore ucraino
- 1986 - Emmanuel Koné, ex calciatore ivoriano
- 1986 - Mark McGuire, musicista statunitense
- 1986 - Nicola Mimnagh, modella scozzese
- 1986 - Salif Nogo, ex calciatore burkinabé
- 1986 - Artëm Vjačeslavovič Ovčarenko, danzatore russo
- 1986 - Bronson Pelletier, attore canadese
- 1986 - Olga Raonić, pallavolista serba
- 1986 - Florent Rouamba, ex calciatore burkinabé
- 1986 - Stefano Simeoli, ex cestista italiano
- 1986 - Jan Smit, cantante, conduttore televisivo e attore olandese
- 1986 - Lassi Tuovi, allenatore di pallacanestro e ex cestista finlandese
- 1987 - José Bokung, calciatore equatoguineano
- 1987 - Korcan Çelikay, calciatore turco
- 1987 - Javaris Crittenton, ex cestista statunitense
- 1987 - Seydou Doumbia, ex calciatore ivoriano
- 1987 - Fabricio Agosto Ramírez, calciatore spagnolo
- 1987 - Ángel Fournier, canottiere cubano († 2023)
- 1987 - Réginal Goreux, allenatore di calcio e ex calciatore haitiano
- 1987 - Christer Gustafsson, ex calciatore svedese
- 1987 - Danny Holla, ex calciatore olandese
- 1987 - Ashley Houts, ex cestista statunitense
- 1987 - Jan Ø. Jørgensen, giocatore di badminton danese
- 1987 - Roland Lamah, ex calciatore ivoriano
- 1987 - Émilie Le Pennec, ginnasta francese
- 1987 - Yousef Masrahi, ex velocista saudita
- 1987 - Luana Merli, calciatrice italiana
- 1987 - Luca Morelli, pilota motociclistico italiano
- 1987 - Nemanja Nikolić, ex calciatore serbo
- 1987 - Jared Odrick, giocatore di football americano statunitense
- 1987 - Stanislav Petkov, pallavolista bulgaro
- 1987 - Steele Von Hoff, ex ciclista su strada australiano
- 1987 - Susan Wokoma, attrice britannica
- 1987 - Djavan da Silva Ferreira, calciatore brasiliano
- 1988 - Luca Ceci, pistard italiano
- 1988 - Cristian Coimbra, calciatore boliviano
- 1988 - Tijan Jaiteh, ex calciatore gambiano
- 1988 - Kyle Johnson, cestista canadese
- 1988 - Edvin Kanka Ćudić, attivista bosniaco
- 1988 - Konan Serge Kouadio, ex calciatore ivoriano
- 1988 - Mira Rai, ultramaratoneta nepalese
- 1988 - David Simón, calciatore spagnolo
- 1988 - Alain Traoré, calciatore burkinabé
- 1988 - Enrique Triverio, calciatore argentino
- 1988 - Ely Cheikh Voulani, calciatore mauritano
- 1989 - Akino, cantante giapponese
- 1989 - Alpha Bâ, ex calciatore senegalese
- 1989 - Mamadou Bagayoko, calciatore ivoriano
- 1989 - Ousmane Baldé, ex calciatore guineano
- 1989 - Darwin Cerén, calciatore salvadoregno
- 1989 - Kelvin Herrera, ex giocatore di baseball dominicano
- 1989 - Brydan Klein, tennista australiano
- 1989 - Javier Parraguez, calciatore cileno
- 1989 - Mohammed Rabiu, ex calciatore ghanese
- 1989 - Nicole Remund, calciatrice svizzera
- 1989 - Mamadou Samb, cestista senegalese
- 1989 - Cvetan Sokolov, pallavolista bulgaro
- 1989 - Martino Valle Da Rin, hockeista su ghiaccio italiano
- 1989 - Seidu Yahaya, ex calciatore ghanese
- 1990 - Gladson Awako, calciatore ghanese
- 1990 - Carl Baptiste, ex cestista statunitense
- 1990 - Giorgia Barp, ex tuffatrice italiana
- 1990 - Diogo Campos Gomes, ex calciatore brasiliano
- 1990 - Patrick Chan, ex pattinatore artistico su ghiaccio canadese
- 1990 - Katie Forbes, wrestler statunitense
- 1990 - Micah Hyde, ex giocatore di football americano statunitense
- 1990 - Lago Júnior, calciatore ivoriano
- 1990 - Wais Ibrahim Khairandesh, mezzofondista afghano
- 1990 - Lars Magnus Klaussen, giocatore di calcio a 5 e calciatore norvegese
- 1990 - Thomas Larkin, hockeista su ghiaccio italiano
- 1990 - George Maguire, ballerino e attore britannico
- 1990 - Cristina Molic, rugbista a 15 italiana
- 1990 - Charles Philibert-Thiboutot, mezzofondista canadese
- 1990 - Jakob Schubert, arrampicatore austriaco
- 1990 - Johannes Sellin, ex pallamanista e allenatore di pallamano tedesco
- 1990 - Anne-Elizabeth Stone, schermitrice statunitense
- 1990 - Jordan Swing, cestista statunitense
- 1990 - Baba Tchagouni, ex calciatore togolese
- 1990 - Emanuele Testardi, calciatore italiano
- 1990 - Hazel Tubic, rugbista a 15 neozelandese
- 1990 - Marlon Williams, cantante neozelandese
- 1990 - Trevardo Williams, giocatore di football americano giamaicano
- 1990 - Zhao Jing, nuotatrice cinese
- 1990 - Zhou Yun, ex calciatore cinese
- 1991 - Harouna Abou Demba, calciatore francese
- 1991 - Denée Benton, attrice e cantante statunitense
- 1991 - Kelsey Bone, cestista statunitense
- 1991 - Will Brown, tiratore a segno statunitense
- 1991 - Claudio Coviello, danzatore italiano
- 1991 - Djené Dakonam, calciatore togolese
- 1991 - Mamadou Fall, calciatore senegalese
- 1991 - Romain Febvre, pilota motociclistico francese
- 1991 - Didrik Fløtre, calciatore norvegese
- 1991 - Shohrux Gadoyev, calciatore uzbeko
- 1991 - Bojana Jovanovski, ex tennista serba
- 1991 - Ihor Kostenko, giornalista e attivista ucraino († 2014)
- 1991 - Tyler Larson, ex cestista e allenatore di pallacanestro statunitense
- 1991 - Bara Mamadou Ndiaye, calciatore senegalese
- 1991 - Juan Carlos Portillo, calciatore salvadoregno
- 1991 - José Ribas, ex pallavolista portoricano
- 1991 - Mouhamed Soueid, calciatore mauritano
- 1991 - Laura Staelhi, schermitrice svizzera
- 1991 - ND Stevenson, fumettista statunitense
- 1991 - Ibrahima Mamadou Sy, calciatore mauritano
- 1991 - Gréta Szakmáry, pallavolista ungherese
- 1991 - Kyivstoner, rapper e attore ucraino
- 1991 - James Wright, giocatore di football americano statunitense
- 1992 - Jerell Adams, giocatore di football americano statunitense
- 1992 - Jaylon Bather, calciatore bermudiano
- 1992 - Asia Boyd, cestista statunitense
- 1992 - Quinton Chievous, cestista statunitense
- 1992 - Amy Cure, ex pistard e ciclista su strada australiana
- 1992 - Ludwig De Winter, ex ciclista su strada belga
- 1992 - Luis Manuel García, calciatore messicano
- 1992 - Guilherme Clezar, tennista brasiliano
- 1992 - Cherry Kiss, attrice pornografica serba
- 1992 - Maodo Lô, cestista tedesco
- 1992 - Giacomo Maspero, cestista italiano
- 1992 - George Odhiambo, calciatore keniota
- 1992 - Sebastian Ohlsson, calciatore svedese
- 1992 - Mauricio Plenckauskas Cordeiro, ex calciatore brasiliano
- 1992 - Genet Yalew, ex maratoneta e ex mezzofondista etiope
- 1992 - Simone Zanotti, cestista italiano
- 1993 - Mattjs Branderhorst, calciatore olandese
- 1993 - Amato Ciciretti, calciatore italiano
- 1993 - Bradley Dack, calciatore inglese
- 1993 - Pavel Dõmov, calciatore estone
- 1993 - Matthias Hamrol, ex calciatore tedesco
- 1993 - So Joo-yeon, attrice sudcoreana
- 1993 - Cheev, cantante bielorusso
- 1994 - Mads Aaquist, calciatore danese
- 1994 - Yupun Abeykoon, velocista singalese
- 1994 - Eyad Abu Abaid, calciatore israeliano
- 1994 - Herron Berrian, calciatore liberiano
- 1994 - El Hadji Pape Diaw, calciatore senegalese
- 1994 - Anna Dyvik, fondista svedese
- 1994 - Espen Garnås, calciatore norvegese
- 1994 - Jules Gounon, pilota automobilistico francese
- 1994 - Babacar Gueye, calciatore senegalese
- 1994 - Mikkel Jensen, pilota automobilistico danese
- 1994 - Kang Sang-jae, cestista sudcoreano
- 1994 - Michele Malfatti, pattinatore di velocità su ghiaccio e pattinatore di short track italiano
- 1994 - Kris Minkov, cestista bulgaro
- 1994 - Ngonda Muzinga, calciatore congolese (Repubblica Democratica del Congo)
- 1994 - Euloge Placca Fessou, calciatore togolese
- 1994 - Christopher Wasasala, calciatore figiano
- 1995 - Jordan Barnett, cestista statunitense
- 1995 - Phil Booth, cestista statunitense
- 1995 - Gabrielle Douglas, ex ginnasta statunitense
- 1995 - Chika Hirao, calciatrice giapponese
- 1995 - Michael Piccolruaz, arrampicatore italiano
- 1995 - Joher Rassoul, calciatore senegalese
- 1995 - Giorgia Rebora, boccista italiana
- 1995 - Bienvenu Sawadogo, ostacolista, velocista e triplista burkinabé
- 1995 - Léo Sena, calciatore brasiliano
- 1995 - Ty Summers, giocatore di football americano statunitense
- 1995 - Edmond Sumner, cestista statunitense
- 1995 - Teez Tabor, giocatore di football americano statunitense
- 1995 - Boubacar Touré, cestista senegalese
- 1995 - Muhsin Yaşar, cestista turco
- 1996 - JJ Arcega-Whiteside, giocatore di football americano spagnolo
- 1996 - Aleksandr Bol'šunov, fondista russo
- 1996 - Carlton Davis, giocatore di football americano statunitense
- 1996 - Moustapha Diaw, calciatore mauritano
- 1996 - Jessica Klimkait, judoka canadese
- 1996 - Felix Leitner, biatleta austriaco
- 1996 - Raniele, calciatore brasiliano
- 1996 - Tobias Schröck, calciatore tedesco
- 1996 - Jimmy Suárez, calciatore spagnolo
- 1996 - Kyle Sweet, ex giocatore di football americano statunitense
- 1996 - Nicolas Szerszeń, pallavolista francese
- 1997 - Il'zat Achmetov, calciatore russo
- 1997 - Ludovic Blas, calciatore francese
- 1997 - Rohan Browning, velocista australiano
- 1997 - Cameron Carter-Vickers, calciatore statunitense
- 1997 - Madelyn Cole, allenatrice di pallavolo e ex pallavolista statunitense
- 1997 - Ekaterina Efremenkova, pattinatrice di short track russa
- 1997 - Hacen, calciatore mauritano
- 1997 - Germán Guiffrey, calciatore argentino
- 1997 - Bright Osayi-Samuel, calciatore nigeriano
- 1997 - Federica Rizza, calciatrice italiana
- 1997 - Aldemir dos Santos Ferreira, calciatore brasiliano
- 1998 - Chok Dau, calciatore sudsudanese
- 1998 - Ulrike De Frère, calciatrice belga
- 1998 - Atoumane Diagne, cestista senegalese
- 1998 - Callum Elson, mezzofondista britannico
- 1998 - Gianina Ernst, saltatrice con gli sci svizzera
- 1998 - Petra Jászapáti, pattinatrice di short track ungherese
- 1998 - Aišat Kadyrova, stilista e politica russa
- 1998 - Sander Moen Foss, calciatore norvegese
- 1998 - Patrick O'Connell, giocatore di football americano statunitense
- 1998 - Anthony Racioppi, calciatore svizzero
- 1998 - Alina San'ko, modella russa
- 1998 - Hunter Schafer, attrice, supermodella e attivista statunitense
- 1999 - Ellesse Andrews, pistard neozelandese
- 1999 - Calvin Bassey, calciatore inglese
- 1999 - Polina Chan, taekwondoka russa
- 1999 - Leif Davis, calciatore inglese
- 1999 - Garven Metusala, calciatore canadese
- 1999 - Jason Daði Svanþórsson, calciatore islandese
- 1999 - Winfred Yavi, siepista e mezzofondista keniota
- 2000 - Matteo Oscar Giuggioli, attore italiano
- 2000 - Kamil Kasperczak, pentatleta polacco
- 2000 - Laiatu Latu, giocatore di football americano statunitense
- 2000 - Wale Musa Alli, calciatore nigeriano
- 2000 - Alycia Parks, tennista statunitense
- 2000 - Logan Sargeant, pilota automobilistico statunitense
- 2000 - Tes Schouten, nuotatrice olandese
- 2000 - Aleksandër Trumçi, calciatore albanese

## XXI secolo(32)
- 2001 - Kossivi Amédédjisso, calciatore togolese
- 2001 - Cameron Brink, cestista statunitense
- 2001 - Zakaria El Ouahdi, calciatore belga
- 2001 - Gabriele Frangipani, pattinatore artistico su ghiaccio italiano
- 2001 - Tomoru Honda, nuotatore giapponese
- 2001 - Xavier Mbuyamba, calciatore olandese
- 2001 - Scarlett Mew Jensen, tuffatrice britannica
- 2001 - Drew Sanders, giocatore di football americano statunitense
- 2001 - Katie Volynets, tennista statunitense
- 2001 - Magdalena Łuczak, sciatrice alpina polacca
- 2002 - Forson Amankwah, calciatore ghanese
- 2002 - Ștefan Baiaram, calciatore rumeno
- 2002 - Ryan Flamingo, calciatore olandese
- 2002 - Luke Lamperti, ciclista su strada statunitense
- 2002 - Josafat Mendes, calciatore svedese
- 2002 - Favour Ofili, velocista nigeriana
- 2002 - Dar'ja Pavljučenko, pattinatrice artistica su ghiaccio russa
- 2002 - Joe Scally, calciatore statunitense
- 2002 - Terquavion Smith, cestista statunitense
- 2002 - Mako Yamashita, pattinatrice artistica su ghiaccio giapponese
- 2002 - Khoi Young, ginnasta statunitense
- 2003 - Mamadi Camará, calciatore guineense
- 2003 - Emma Chervet, saltatrice con gli sci francese
- 2003 - Erika Fairweather, nuotatrice neozelandese
- 2003 - Mahmoud Ghorbel, calciatore tunisino
- 2003 - Leandro Mamut, calciatore argentino
- 2004 - Kaylyn Brown, velocista statunitense
- 2004 - Javier Mena, calciatore colombiano
- 2004 - Marija Sur, cantante ucraina
- 2005 - Mamadou Sané, calciatore senegalese
- 2007 - Shi Haoyue, sincronetto cinese
- 2008 - Evie Templeton, attrice britannica